# Soinaste
Soinaste – wieś w Estonii, w prowincji Tartu, w gminie Ülenurme.